# 이와키미나토역
이와키미나토역(일본어: 岩城みなと駅 いわきみなとえき[*])은 일본 아키타현 유리혼조시에 위치한 동일본 여객철도 우에쓰 본선의 철도역이다. 단선 승강장 1면 1선의 구조를 갖춘 지상역이다.

## 이용 현황
| 연도     | 1일 평균 | 연도     | 1일 평균 |
| 2001년도 | 61       | 2008년도 | 141      |
| 2002년도 | 74       | 2009년도 | 126      |
| 2003년도 | 90       | 2010년도 | 125      |
| 2004년도 | 102      | 2011년도 | 120      |
| 2005년도 | 108      | 2012년도 | 110      |
| 2006년도 | 120      | 2013년도 | 116      |
| 2007년도 | 134      | 2014년도 | 105      |
| -------- | -------- | -------- | -------- |

## 역 주변
- 국도 제7호선
- 유리혼조 시청 이와키 종합지소

## 역사
- 2001년 12월 1일 : 동일본 여객철도의 역으로서 (구) 유리 군 이와키 정에 개업.

## 인접 역
| 동일본 여객철도 우에쓰 본선 | 동일본 여객철도 우에쓰 본선 | 동일본 여객철도 우에쓰 본선 |
| --------------------------- | --------------------------- | --------------------------- |
| 우고카메다 니쓰 방면        | ■ 우에쓰 본선               | 미치카와 아키타 방면        |